# Gymnopilus ochraceus
Gymnopilus ochraceus là một loài nấm thuộc họ Cortinariaceae.